# 钱这东西……
《钱这东西……》是1985年由天山电影制片厂摄制的彩色讽刺喜剧片，由金淑琪执导，吐尔逊·尤奴斯编剧，吐依贡·阿合买德、阿提坎姆、艾尼瓦尔、阿依奴尔、居来提、阿孜古丽等人主演。讲述的是贪财的喀孜木和泰莱罕两家人互为准亲家，两家人都在商品上偷工减料，却最终相互坑害的讽刺故事。
《钱这东西……》的男主角吐依贡·阿合买德在第6届中国电影金鸡奖上获得最佳男主角奖的提名。

## 剧情简介
爱财如命的鞋匠喀孜木（吐依贡·阿合买德 饰）有着一双儿女，勤劳美丽的女儿谢依达（阿依努尔 饰）和与呆板的儿子艾力（居来提 饰）。借口给女儿的嫁妆筹钱，喀孜木用马粪纸做里衬制作了一批皮鞋并请人去市场上售卖。而购买掺假皮鞋的人正是喀孜木的准亲家泰莱罕（阿提坎姆 饰）。泰莱罕以制作地毯为生却也是一个财迷，也有一对儿女，正直能干的迪利夏提（艾尼瓦尔 饰）和庸俗爱财的茹仙古丽（阿孜古丽 饰）。出于和喀孜木类似的原因，制作了一批羊毛里掺驴毛的地毯，也请了人在市场推销。买下地毯的人正巧是喀孜木。
迪利夏提与谢依达本准备靠自己的钱结婚，而艾力和茹仙古丽则指望着爸爸妈妈。不多时，两个贪财的亲家都发现本想倒手买个好价钱的“宝贝”实际上却是偷工减料、以假乱真的劣质产品。双方都想找到卖劣质产品的骗子，在查找途中，双方不仅追错了好人，还吃尽苦头并当众出糗。定亲当日，真相大白。得知对方是自己寻找的骗子，亲家变冤家。儿女亲事也几乎作罢，该出的礼钱也没有着落。最终迪利夏提和谢依达用自己辛苦赚来的钱，为两位大人解了围，教育了两亲家。

## 电影制作
编剧吐尔逊·尤奴斯创作此电影剧本前，原是新疆话剧一团的编剧，创作过《血腥的年代》《木卡姆先驱》等话剧作品。1985年调入天山电影制片厂后，创作的首部电影文学剧本便是《弄巧成拙》（后改名《钱这东西……》）。某次古尔邦节时，吐尔逊·尤奴斯在喀什市艾提尕尔清真寺前的巴扎处遇到了电影的原型事件，并将其改编为剧本。之后导演金淑琪又将剧本进一步电影化。金淑琪本是上海电影制片厂的导演。天山电影制片厂因1980年代中期除光春兰导演拍摄的故事片外，其他故事片鲜有盈利。外请导演成为天山电影制片厂解决增收问题的方式。
电影在角色的选择上更加新疆本土，吐依贡·阿合买德与编剧吐尔逊·尤奴斯是中央戏剧学院的同学，在《向导》等电影中已经积累了电影拍摄的经验。一心想成为导演的吐依贡于1983年前往北京电影学院学习，学成归来的首部电影就是《钱这东西……》。这部戏中他既是男主角，也担任电影副导演。除吐依贡·阿合买德外，其他演员多是没有经验的业余演员。女主角扮演者阿提坎姆甚至是电影开拍前一天临时找到的，除了舞蹈表演，毫无经验。拍摄计划却又不得不首先安排女主角泰莱罕的重场戏。不过拍摄时，阿提坎姆在导演的协助下，仅用了不到一场戏就掌握了女主角角色的基调。
1985年5月，导演接到了天山电影制片厂《钱这东西……》的请求。拍摄之前，导演金淑琪对喜剧没有把握，对该片的拍摄缺乏信心，甚至是“硬着头皮”进入工作。不过由于剧本的成熟等原因，加上自己对喜剧电影的理解，最终形成完整的拍摄思路。在处理分镜头时，导演本设计了6首维吾尔族歌曲，但因为风格的差异，最终只使用了其中4首。

## 所获称号
| 奖项                | 类别         | 获奖或入围者                   | 结果 | 來源  |
| ------------------- | ------------ | ------------------------------ | ---- | ----- |
| 第6届中国电影金鸡奖 | 最佳男主角奖 | 吐依贡，《钱这东西……》饰喀孜木 | 提名 | [ 5 ] |

## 电影评价
中国电影评论家、电影美学理论家钟惦斐认为电影《钱这东西……》与之前天山电影制片厂政治色彩浓厚的电影不同，“大大发挥出乐观和幽默，内容与形式浑然一体，妙趣天成。‘寓教育于娱乐’，他们完成的很出色”。
中华人民共和国文化部副部长丁峤对电影《钱这东西……》的主题选择、导演处理、演员表演等方面予以肯定。